# 애프러 벤

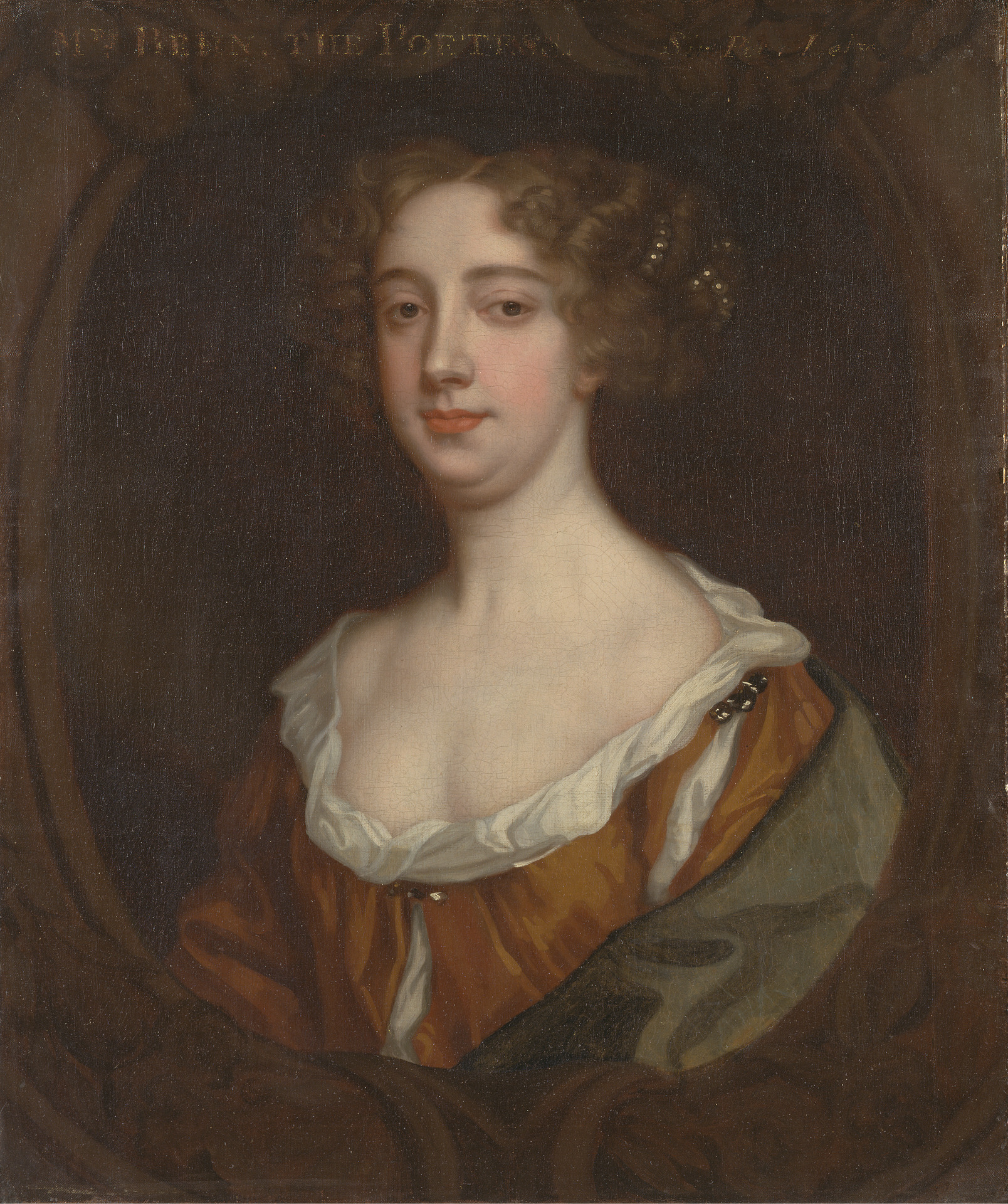

애프러 벤(Aphra Behn, 1640년 12월 14일 ∼ 1689년 4월 16일)은 영국의 시인, 작가이다. 버지니아 울프에 의해 최초의 직업 여성 작가로 평가받고 재조명받았다.
한때는 각주의 자리에 머물러 있었지만 이제는 왕정복고 시대 연극의 주요한 작가로서 문학의 정전의 일부로 확고히 포함되게 되었다. 벤의 생애와 관련해서는 많은 부분이 불확실하게 남아 있다. 현재까지 거론되고 있는 바로는, 벤이 캔터베리 혹은 와이(Wye)에서 태어났으며, 부친은 존슨(Johnson)이라는 이름을 가진 캔터베리의 젠틀맨으로 서인도제도 수리남(Surinam)의 중장으로 임명되었다 한다. 수리남에서의 짧은 체제 후에 부친이 항해 중에 사망하자 벤은 영국으로 돌아오게 되었다. 수리남에서의 경험을 바탕으로 최초의 반노예 소설로 평가받는 ≪오루노코(Oroonoko)≫ (1688)라를 썼다고 알려져 있으며, 이 작품을 근거로 벤의 생애가 추정되기도 한다. 한편 벤이 와이에 살았던 이발사의 딸이었으며 ≪오루노코≫ 역시 본인의 직접 경험이 아니라 책과 런던 지인들을 통해 알게 된 것을 기반으로 벤이 창작한 것이라는 설도 있다. 1688년 고질병에 걸렸고, 빚과 병으로 인해 말년은 행복하지 않았던 것으로 알려져 있다. 1689년 4월 16일 사망했고, 4일 뒤에 웨스트민스터 사원에 묻혔다.